# E3 Harelbeke 1980
De E3 Harelbeke 1980 is de 23e editie van de wielerklassieker E3 Harelbeke en werd verreden op 22 maart 1980. Jan Raas kwam na 226 kilometer als winnaar over de streep. De gemiddelde uursnelheid van de winnaar was 42,78 km/u.

## Uitslag
| Rang | Naam               | Tijd  |
| ---- | ------------------ | ----- |
| 1    | Jan Raas           | 5u17' |
| 2    | Sean Kelly         | z.t.  |
| 3    | Rik Van Linden     | z.t.  |
| 4    | Benny Schepmans    | z.t.  |
| 5    | Walter Planckaert  | z.t.  |
| 6    | Johan van der Meer | z.t.  |
| 7    | Hennie Stamsnijder | z.t.  |
| 8    | Etienne De Wilde   | z.t.  |
| 9    | Frans Van Looy     | z.t.  |
| 10   | Rudy Pevenage      | z.t.  |